# Witte Rozenstraat
De Witte Rozenstraat is een straat in de wijk Vreewijk in de Nederlandse stad Leiden. De straat loopt van de Witte Singel naar de Jan van Goyenkade en is vernoemd naar de Witte Rozen(achter)laan die er in 1714 liep. 

## Bijzonderheden
Op de zijmuur van nummer 1 staat een deel van een gedicht van Sjota Roestaveli. Op nummer 21 bevindt zich de Groenhovenkapel, op nummer 47a het Justus Carelhuis (het jongste hofje van Leiden), en op nummer 57 staat het Ehrenfesthuis.

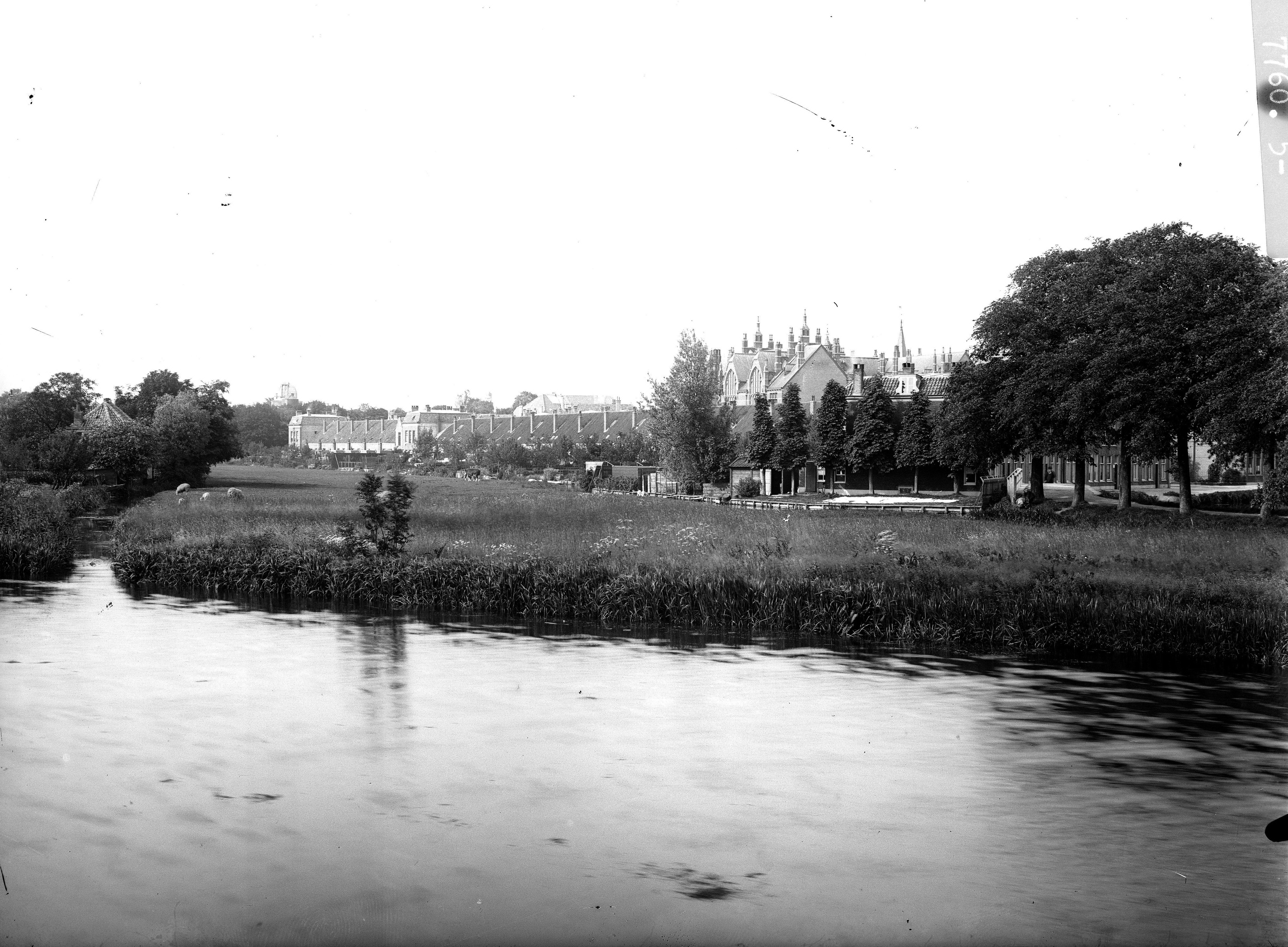
Situatie circa 1896

De foto toont de situatie in 1896, gezien vanaf de Trekvliet. Op de weilanden achter de Gerrit Doustraat staan nog geen huizen. Rechts is de Jan van Goyenkade zichtbaar. Gezien vanaf de Rijn en Schiekade naar het noorden. Links in de verte de Sterrewacht; rechts van het midden het Laboratorium voor Organische Chemie. 